# Список дипломатических миссий Мальдив
Список дипломатических миссий Мальдив — перечень дипломатических миссий (посольств) и представительств Мальдив в странах мира (не включает почётных консульств).

## Европа
- Великобритания
  - Лондон (высшее уполномоченное представительство)

## Азия
- Бангладеш
  - Дакка (высшее уполномоченное представительство)
- Китай
  - Пекин (посольство)
- Индия
  - Нью-Дели (высшее уполномоченное представительство)
  - Тируванантапурам (консульство)
- Япония
  - Токио (посольство)
- Малайзия
  - Куала-Лумпур (высшее уполномоченное представительство)
- Пакистан
  - Исламабад (высшее уполномоченное представительство)
- Саудовская Аравия
  - Эр-Рияд (посольство)
- Сингапур
  - Сингапур (высшее уполномоченное представительство)
- Шри-Ланка
  - Коломбо (высшее уполномоченное представительство)
- Таиланд
  - Бангкок (посольство)

## Международные организации
- Женева (постоянное представительство при ООН)
- Нью-Йорк (постоянное представительство при ООН)